# 로사나 파스토르
로사나 파스토르(Rosana Pastor, 1960년 8월 7일 ~ )는 스페인의 배우, 정치인이다.

## 출연 작품
- 호라 메노스 (2011)
- 컨스피러시 오브 엘 에스꼬리얼 (2007)
- 치타 걸스 2 (2006)
- 안나스 썸머 (2001)
- 광녀 조앤 (2001)
- 공원의 벤치 (1999)
- 커미셔너 (1998)
- 퍼더 제스처 (1997)
- 랜드 앤 프리덤 (1995)
- 룰루 (1990)
- 모나코의 깊은 밤 (1989)